# Chelidonium sifanicum
Chelidonium sifanicum là một loài bọ cánh cứng trong họ Cerambycidae.